# Dasyornis brachypterus
Dasyornis brachypterus là một loài chim trong họ Dasyornithidae. Đây là loài đặc hữu Australia. Nơi sinh sống tự nhiên của nó là các khu rừng ôn đới, rừng bụi ôn đới và thảo nguyên ôn đới. Nó bị đe dọa mất môi trường sống. Chúng hót to để đánh dấu lãnh thổ riêng.
Chúng thích sinh sống thành quần thể nhỏ, cục bộ. 
Ở Úc, loài này được đưa vào danh sách loài bị đe dọa.